# Franko iz Kölna
Franko iz Kölna (latinizirano Franco de Colonia) je bio njemački glazbeni teoretičar koji je djelovao sredinom 13. stoljeća. Završio je studije u Parizu, bio papin kapelan, a u Kölnu je djelovao kao preceptor (učitelj) reda sv. Ivana Jeruzalemskoga. Autor je jednog troglasnog moteta i traktata Umjetnost menzuralnog pjeva (Ars cantus mensurabilis, oko 1260.). Kao teoretičar usustavio je iskustva prethodnih stotinjak godina, posebice na planu ritamske notacije, i bitno utjecao na teorije kasnijih teoretičara (npr. Marchetta iz Padove), osobito stila ars nova na početku 14. stoljeća (Philippe de Vitry, Johannes de Muris). Otklanjajući se od spekulativne teorije, naglašavao je važnost glazbene prakse i konkretnih problema skladanja i izvedbe.